# Sungai Kapuas, Kalimantan Tengah
Sungai Kapuas är ett vattendrag i Indonesien.   Det ligger i provinsen Kalimantan Tengah, i den västra delen av landet, 900 km öster om huvudstaden Jakarta.